# Сент-Эфеми
Сент-Эфеми́ (фр. Sainte-Euphémie) — коммуна во Франции, находится в регионе Рона — Альпы. Департамент — Эн. Входит в состав кантона Рерьё. Округ коммуны — Бурк-ан-Брес.
Код INSEE коммуны — 01353.

## География
Коммуна расположена приблизительно в 370 км к юго-востоку от Парижа, в 24 км севернее Лиона, в 45 км к юго-западу от Бурк-ан-Бреса.
По территории коммуны протекает река Форман.

## Климат
Климат полуконтинентальный с холодной зимой и тёплым летом. Дожди бывают нечасто, в основном летом.

## Население
Население коммуны на 2010 год составляло 1482 человека.
| 1962 | 1968 | 1975 | 1982 | 1990 | 1999 | 2010 |
| ---- | ---- | ---- | ---- | ---- | ---- | ---- |
| 353  | 390  | 472  | 727  | 857  | 1133 | 1482 |

## Администрация
| Период | Период | Фамилия            | Партия | Примечания |
| ------ | ------ | ------------------ | ------ | ---------- |
| 1977   | 1983   | Марсель Алессандри |        |            |
| 1983   | 1995   | Жан-Мари Стеллати  |        |            |
| 1995   | 2008   | Жан Мартре         |        |            |
| 2008   | 2020   | Анни Санлавиль     |        |            |

## Экономика
В 2010 году среди 1003 человек трудоспособного возраста (15—64 лет) 753 были экономически активными, 250 — неактивными (показатель активности — 75,1 %, в 1999 году было 70,8 %). Из 753 активных жителей работали 720 человек (374 мужчины и 346 женщин), безработных было 33 (14 мужчин и 19 женщин). Среди 250 неактивных 121 человек были учениками или студентами, 77 — пенсионерами, 52 были неактивными по другим причинам.

## Достопримечательности
- Церковь Св. Евфимии (1874 год). Исторический памятник с 2012 года.[4]

## Фотогалерея

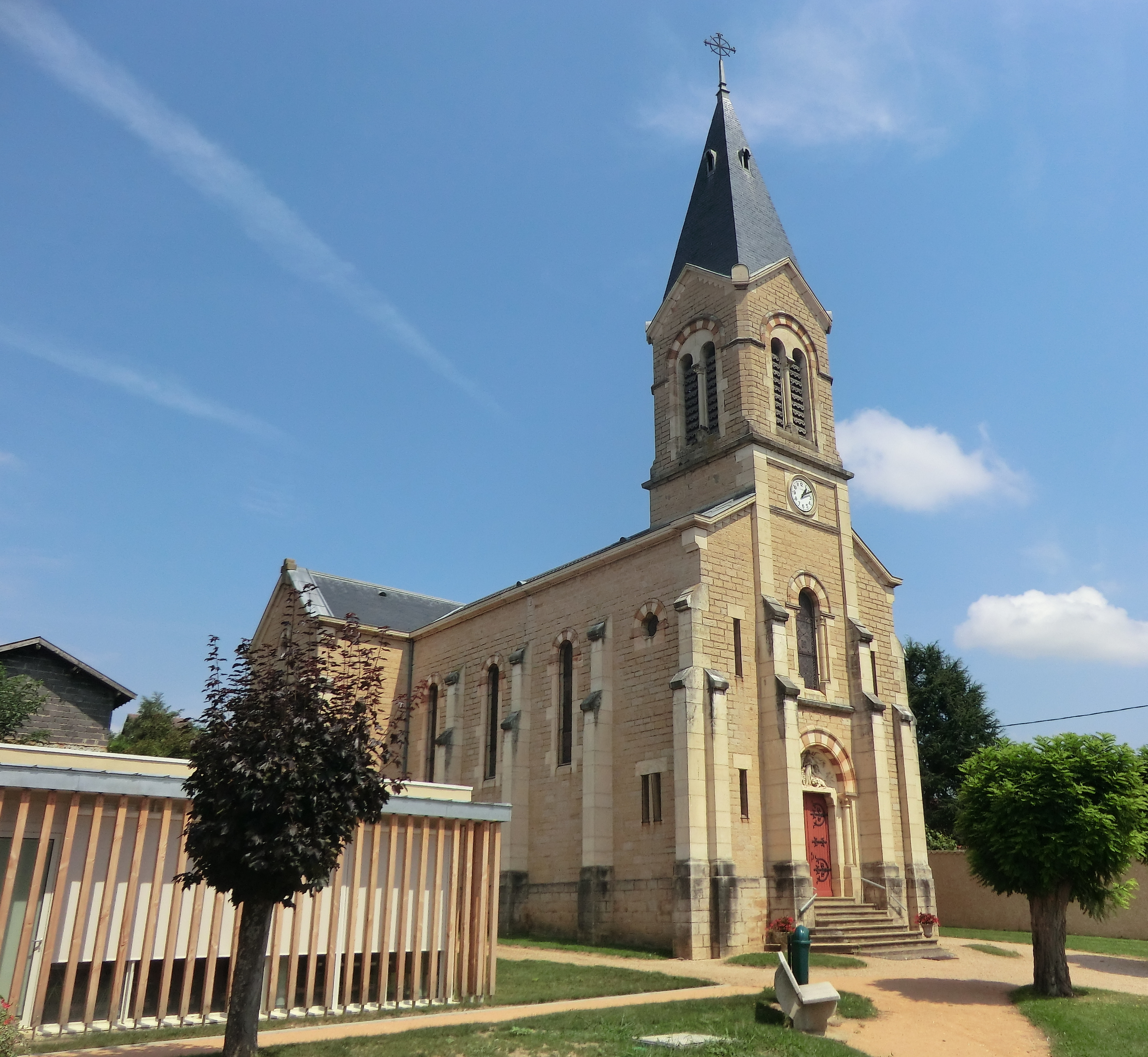
Церковь Св. Евфимии
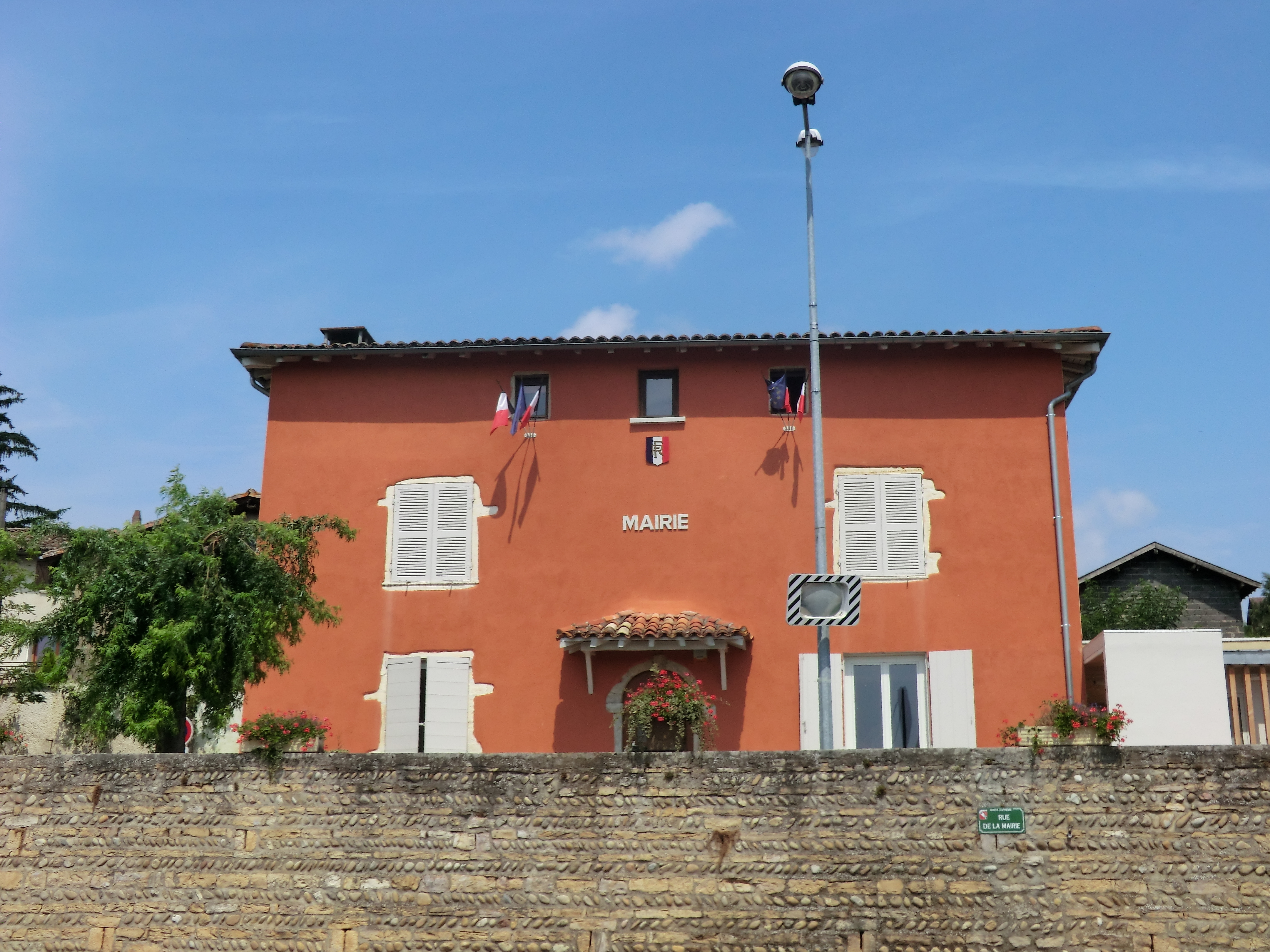
Мэрия
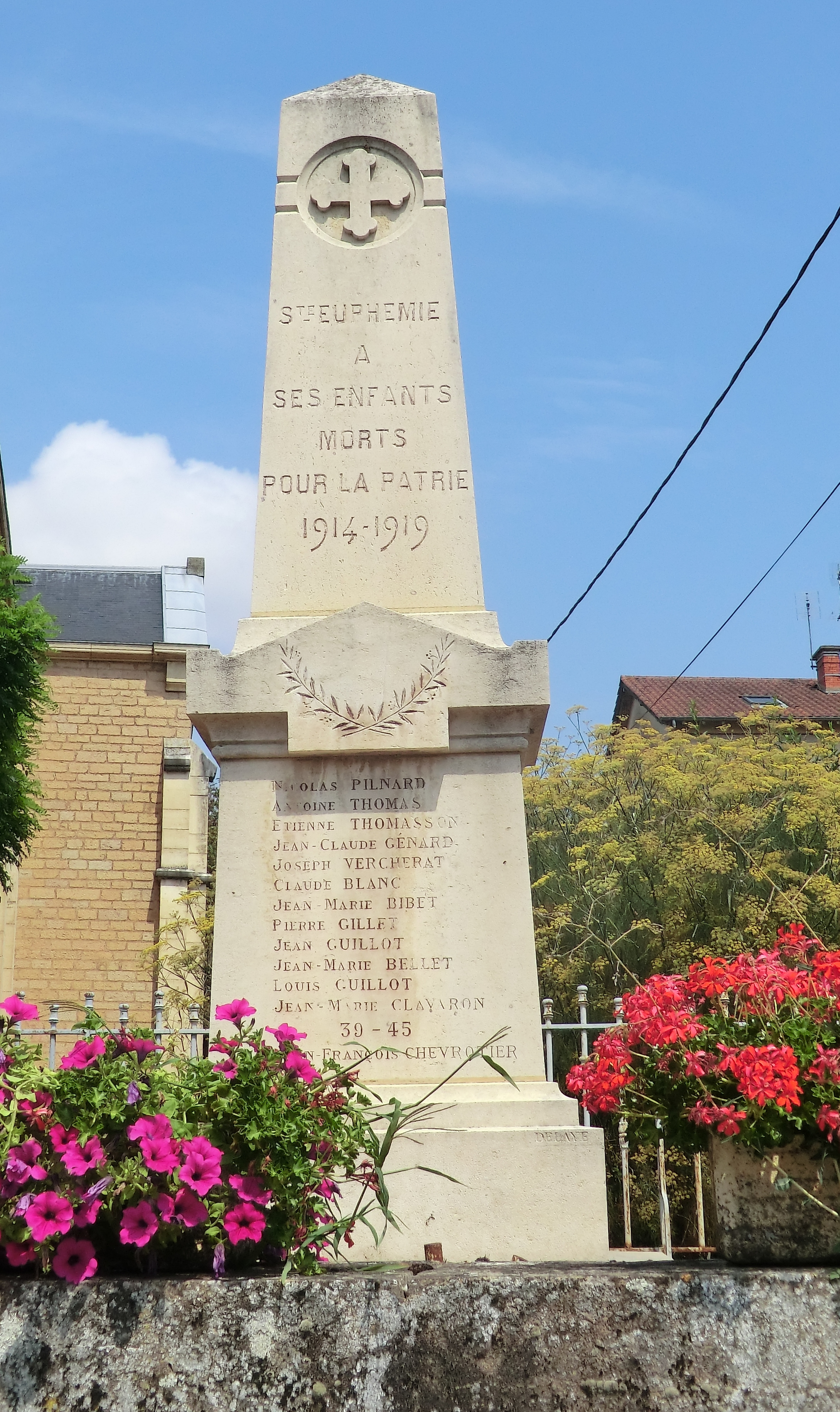
Военный мемориал
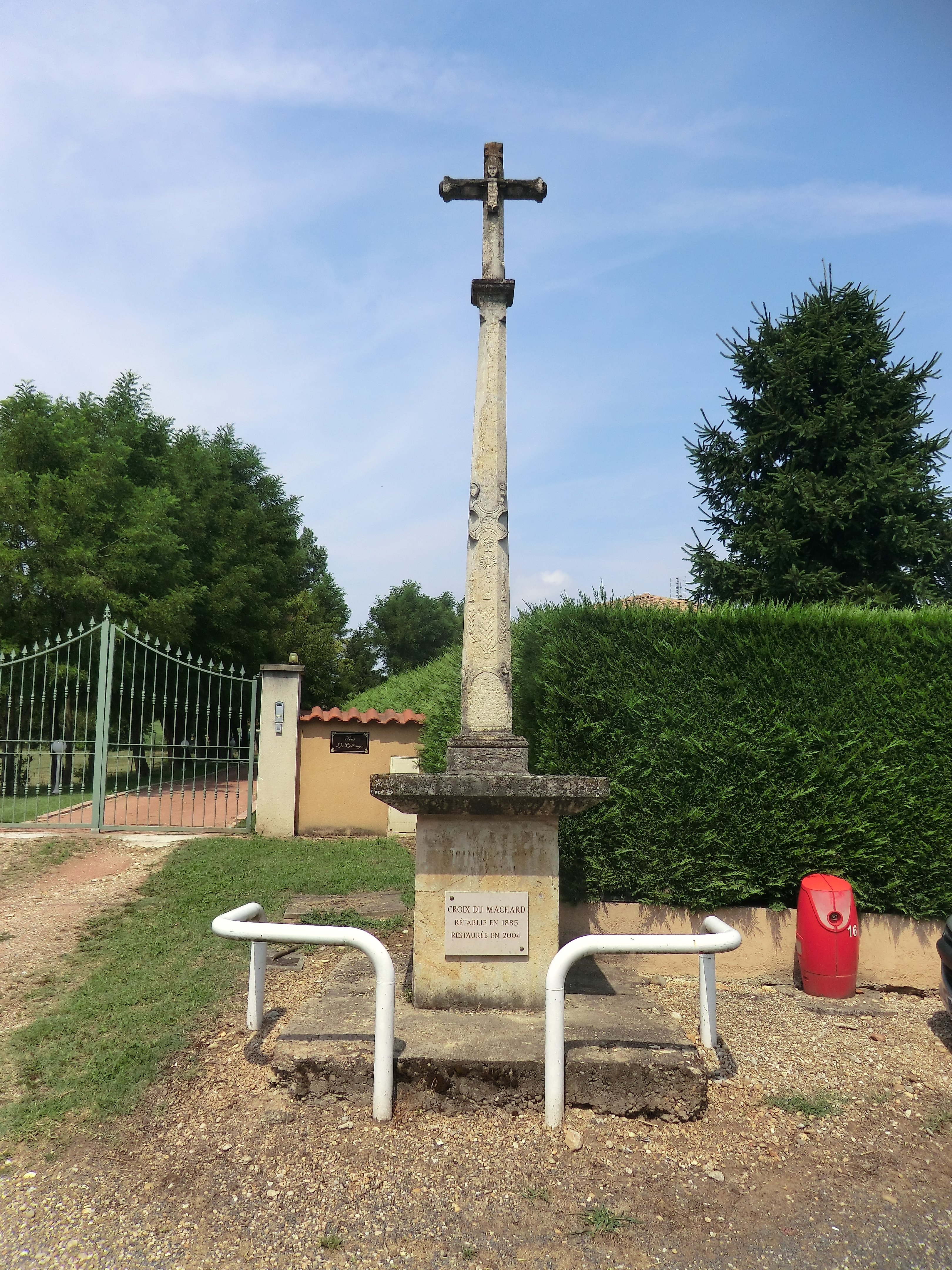
Крест Машар
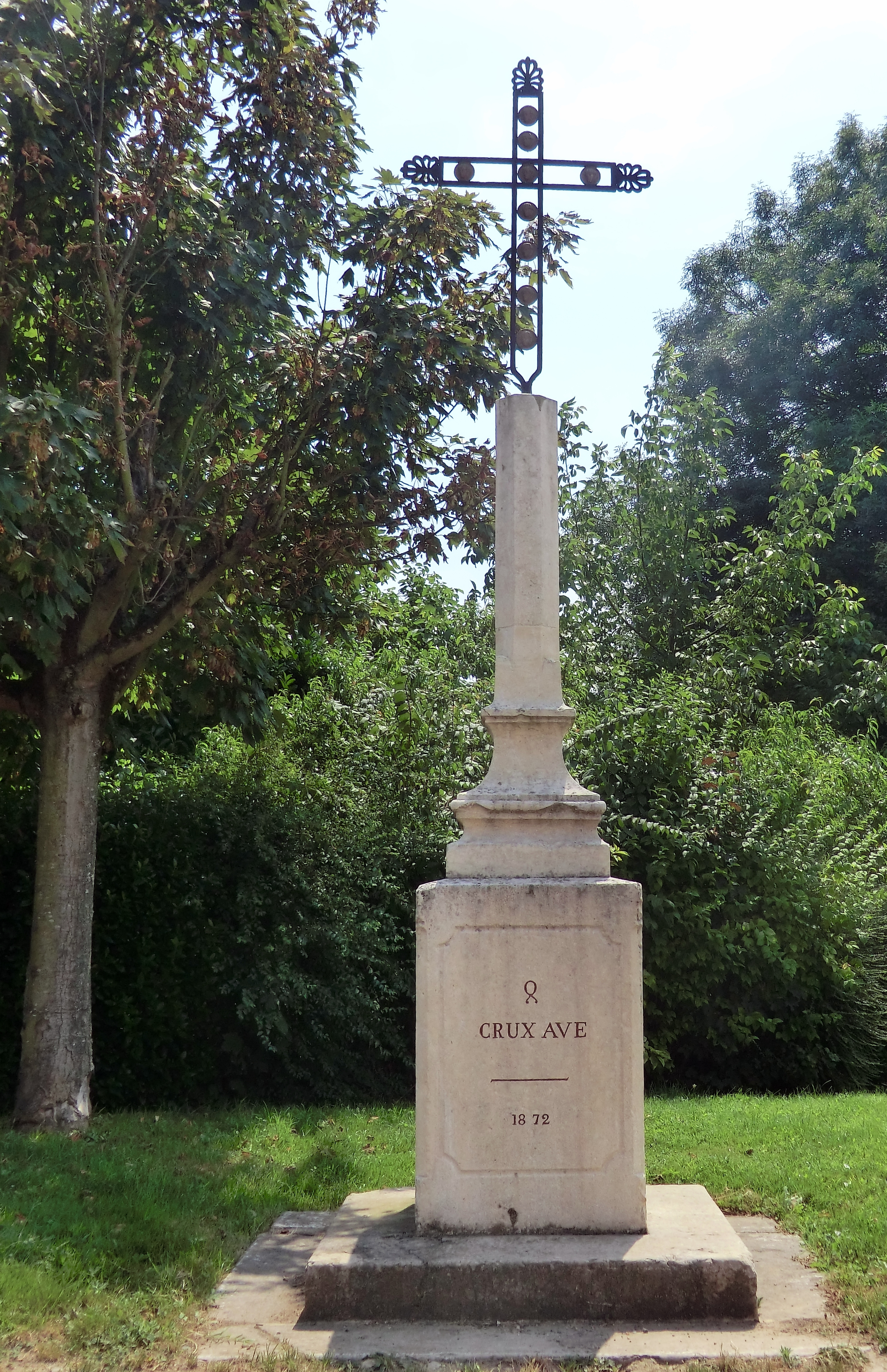
Крест
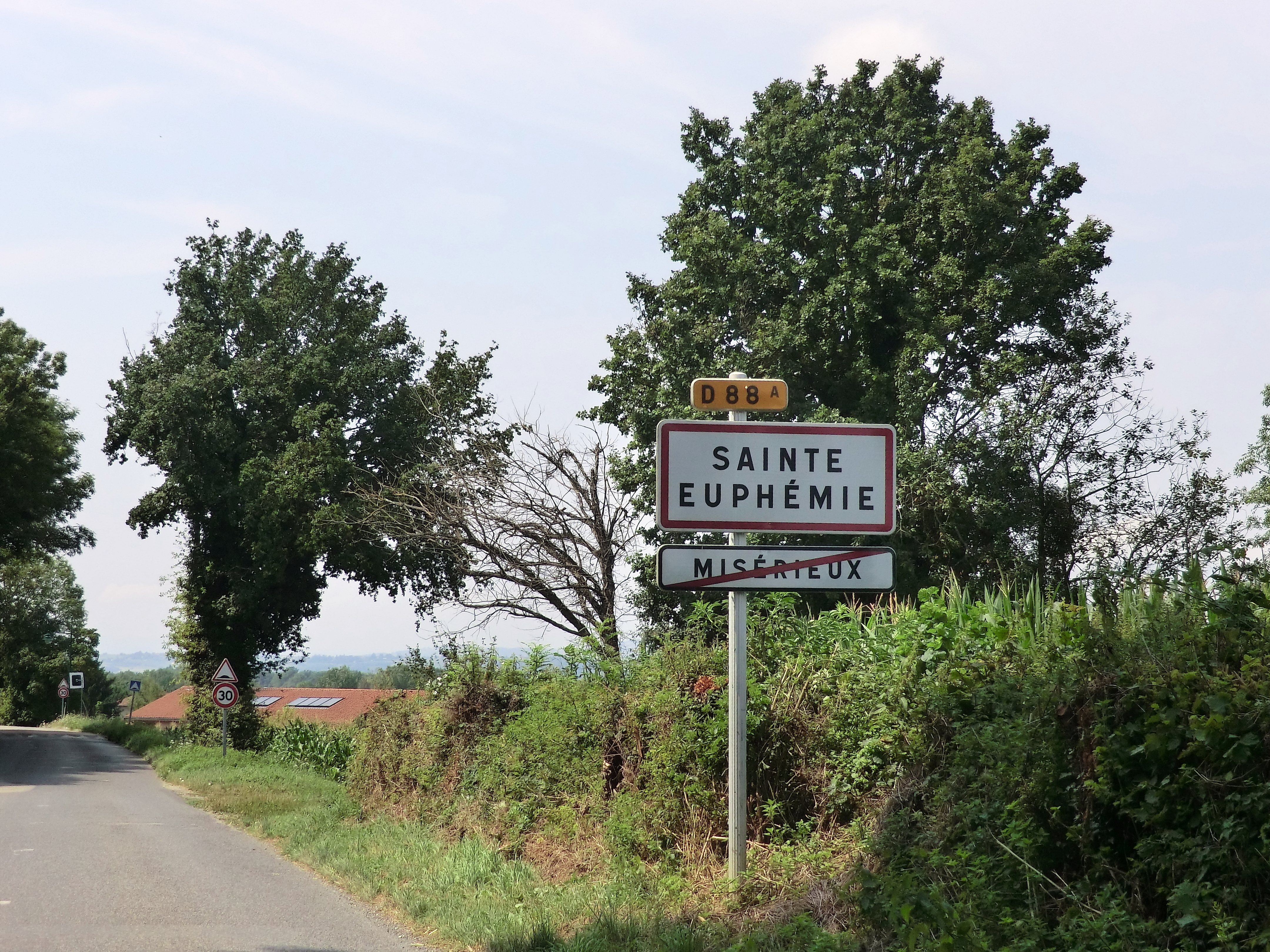
Знак на въезде в Сент-Эфеми